# حمد المقبالي
حمد عبد الله المقبالي (مواليد 13 يوليو 2003) لاعب كرة قدم إماراتي يجيد اللعب كحارس مرمى مع نادي شباب الأهلي الإماراتي.

## مسيرة اللاعب
بدأ مع نادي الفجيرة وانتقل إلى نادي شباب الأهلي مطلع عام 2024.

## روابط خارجية
- حمد عبد الله (لاعب كرة قدم إماراتي) على موقع Soccerway.com (الإنجليزية)